# 9 décembre
Pour les articles homonymes, voir Neuf-Décembre.
9 novembre 9 janvier
Chronologies thématiques
- Croisades
- Ferroviaires
- Sports
- Disney
- Anarchisme
- Catholicisme

Abréviations / Voir aussi
- (° 1852) = né en 1852
- († 1885) = mort en 1885
- a.s. = calendrier julien
- n.s. = calendrier grégorien
- Calendrier
- Calendrier perpétuel
- Liste de calendriers
- Naissances du jour

Le 9 décembre est le 343e jour de l'année du calendrier grégorien, 344e lorsqu'elle est bissextile (il en reste ensuite 22).
C'était généralement l'équivalent du 19 frimaire du calendrier républicain français, officiellement dénommé jour de la sabine (plante).

## Événements

### Vesiècle
- 480 : Odoacre, premier roi d’Italie, occupe la Dalmatie. Il y établit plus tard son pouvoir politique, avec la coopération du Sénat romain.

### VIesiècle
- 536 : le général romain Bélisaire prend Rome sans opposition pendant la guerre des Goths ; la garnison gothique fuit la capitale.

### VIIesiècle
- 656 : bataille du chameau, entre le clan des Quraychites, à La Mecque, et les fidèles d'Ali ibn Abi Talib.

### XIIesiècle
- 1165 : début du règne de Guillaume Ier d'Écosse.

### XIVesiècle
- 1315 : signature du pacte de Brunnen, liant Uri, du Schwyz, avec Unterwald, à la suite de la bataille de Morgarten.

### XVesiècle
- 1481 : couronnement à Pampelune de François Fébus, roi de Navarre.

### XVIesiècle
- 1582 : en France, du fait du passage du calendrier julien au calendrier grégorien, le lendemain du 9 décembre sera directement le 20 décembre (cf. 10 décembre sqq).

### XVIIIesiècle
- 1775 : pendant la guerre d'indépendance des États-Unis, les troupes britanniques perdent la bataille de Great Bridge, et évacuent la Virginie peu après.
- 1798 : Bataille d'Otricoli (it) dans le cadre de la guerre de la deuxième coalition.

### XIXesiècle
- 1824 : bataille d'Ayacucho, au Pérou.
- 1835 : l’armée texane (en) s'empare de la ville de San Antonio, dans le cadre de la révolution texane.
- 1846 : l'affranchissement des esclaves à Mayotte est promulgué par une ordonnance royale.
- 1856 : la garnison perse de la ville de Bouchehr se rend aux forces d’occupation britanniques.
- 1872 : en Louisiane, Pinckney Benton Stewart Pinchback devient le premier gouverneur afro-américain.
- 1893 : attentat de l'Assemblée nationale par Auguste Vaillant pendant l'Ère des attentats.

### XXesiècle
- 1905 : en France, adoption de la Loi de séparation des Églises et de l'État.
- 1917 :
  - ouverture de négociations de paix, entre la jeune République russe bolchevique et l'agonisant Empire allemand, à Brest-Litovsk (actuelle Bélarus, alors en URSS).
  - Reddition de Jérusalem aux Britanniques.
- 1929 : au Nigeria, début de la guerre des femmes.
- 1931 : adoption d'une nouvelle constitution espagnole.
- 1940 : lancement de l'opération Compass, lors de la campagne d'Afrique du Nord de la Seconde Guerre mondiale.
- 1941, Seconde Guerre mondiale toujours : la République de Chine, Cuba, le Guatemala et les Philippines déclarent la guerre à l'Axe.

Drapeau européen.

- 1947 :

- - massacre de Rawagede.
  - Résolution no 37, du Conseil de sécurité des Nations unies (questions de procédure).
- 1948 : adoption de la Convention pour la prévention et la répression du crime de génocide, par l'ONU.
- 1955 : adoption du drapeau européen. (drapeau)
- 1958 : résolution no 131, du Conseil de sécurité des Nations unies, d'admission de la Guinée comme nouveau membre (résolut° adoptée lors de la 842e séance).
- 1961 : indépendance du Tanganyika vis-à-vis du Royaume-Uni, en Afrique de l'est.
- 1965 : Nikolaï Podgorny devient président du Præsidium du Soviet suprême.
- 1966 : la Barbade adhère à l'ONU.
- 1971 : 
  - les Émirats arabes unis deviennent un membre de l'ONU.
  - le Khukri est torpillé par le Hangor pendant la troisième guerre indo-pakistanaise.
- 1973 : au Cambodge, Long Boret est nommé Premier ministre.
- 1987 : début de la première Intifada contre l'armée israélienne, dans les territoires palestiniens qu'elle occupe.
- 1990 : victoire de Lech Wałęsa à l’élection présidentielle polonaise.
- 1992 : une "Force d'intervention unifiée" intervient dans la guerre civile somalienne, durant les dernières semaines à la Maison-Blanche du président américain sortant George Bush Sr., battu à l'élection de novembre par le démocrate Bill Clinton.
- 1998 : le ministre britannique de l'Intérieur Jack Straw autorise l'Espagne à entamer la procédure d'extradition de l'ancien dictateur chilien Augusto Pinochet, pour y être jugé pour génocide, torture et terrorisme.
- 1999 : Ruth Dreifuss devient présidente de la Confédération suisse.

### XXIesiècle
- 2003 : signature de la Convention des Nations unies contre la corruption.
- 2014 : aux États-Unis, publication d'un résumé du Rapport de la commission du renseignement du Sénat sur la torture de la CIA.
- 2016 : en Corée du Sud, le Parlement vote la destitution de la présidente Park Geun-hye, après un scandale et un procès consécutifs à l'influence de sa confidente Choi Soon-sil[1].
- 2017 : Daech est territorialement vaincu en Irak, fin de la Seconde guerre civile irakienne. La guérilla et les insurrections se poursuivent cependant, ainsi qu'en Syrie voisine.
- 2018 :
  - en Arménie, élections législatives anticipées ;
  - au Pérou, référendum constitutionnel sur quatre réformes liées à la lutte contre la corruption.
- 2022 : 
  - Le président du Pérou a été destitué par le Parlement et placé en détention alors qu’il tentait de dissoudre ce même Parlement. Peu après cette destitution, la vice-présidente du Pérou, Dina Boluarte, a été investie à la tête du pays. Première femme à diriger le Pérou.
  - La gratuité des préservatifs en pharmacie va être étendue aux mineurs, annonce Emmanuel Macron.
- 2024 : Israël enfreint la résolution 350 du Conseil de sécurité des Nations unies dans le Golan occupé, en pénétrant dans la zone démilitarisée contrôlée par la FNUOD[2].

## Art, culture et religion
- 1425 : le pape Martin V fonde l'université catholique de Louvain, par la bulle pontificale Sapientie immarcessibilis.
- 1531 : première des apparitions mariales de Notre-Dame de Guadalupe à Juan Diego Cuauhtlatoatzin[3] (d'après la tradition catholique).
- 1793 : le premier périodique new-yorkais, American Minerva (en), est publié par Noah Webster.
- 1905 : 
  - en France, adoption de la Loi de séparation des Églises et de l'État.
  - création de Salomé (opéra), de Richard Strauss, à Dresde.
- 1986 : ouverture au public du musée de peintures impressionnistes et du XIXe siècle d’Orsay dans l'ancienne gare de Paris à Orsay construite pour l'exposition universelle de 1900[4].
- 2017 : obsèques et hommage au chanteur Johnny Hallyday mort le 5 décembre précédent, en l'église de la Madeleine à Paris et retransmis en direct à la télévision française.

## Sciences et techniques
- 1968 : démonstration de l'informatique de bureau, à San Francisco.
- 1977 : inauguration du RER, réseau de transport express régional en commun, en Île-de-France.
- 2013 : détection dans l'atmosphère de la perfluorotributylamine, gaz à effet de serre ayant le forçage radiatif le plus élevé.

## Économie et société
- 1582 : en France, du fait du passage du calendrier julien au calendrier grégorien, le lendemain du 9 décembre sera directement le 20 décembre (cf. 10 décembre sqq).
- 1777 : création du mont-de-piété, à Paris, établissement financier de prêts sur gages.
- 1879 : record de froid en France, à Langres (−33 °C)[5],[6].
- 1893 : l'anarchiste Auguste Vaillant lance une bombe dans l'hémicycle de la Chambre des députés française.
- 1971 : incendie du métro de Montréal.
- 2012 : mise en service du train à grande vitesse Fyra, en Belgique et aux Pays-Bas.
- 2021 : au Mexique, dans l'État du Chiapas, un accident de camion provoque la mort de 55 migrants clandestins[7].

## Naissances

### XVIesiècle
- 1571 : Metius (Adriaan Adriaanszoon dit), géomètre et astronome flamand († 6 septembre 1635).

### XVIIesiècle
- 1608 : John Milton, poète anglais († 8 novembre 1674).

### XVIIIesiècle
- 1742 : Carl Wilhelm Scheele, chimiste suédois († 21 mai 1786).
- 1745 : Maddalena Laura Sirmen, compositrice et violoniste italienne († 18 mai 1818).
- 1748 : Claude-Louis Berthollet, chimiste français († 6 novembre 1822).

### XIXesiècle
- 1806 : Jean-Olivier Chénier, médecin et patriote québécois († 14 décembre 1837).
- 1837 : Émile Waldteufel, pianiste et compositeur français († 12 février 1915).
- 1842 : Pierre Kropotkine (Пётр Алексеевич Кропоткин), géographe et idéologue russe († 8 février 1921).
- 1853 : Laurits Tuxen, peintre et sculpteur danois († 21 novembre 1927).
- 1859 : Antoine Degert, religieux, écrivain et enseignant français († 7 mars 1931).
- 1867 : Xanrof (Léon Alfred Fourneau dit), auteur-compositeur et chansonnier français et montmartrois († 17 mai 1953).
- 1868 :
  - Manuel António Gomes, scientifique et inventeur portugais († 21 décembre 1933).
  - Fritz Haber, chimiste allemand, prix Nobel de chimie en 1918 († 29 janvier 1934).
- 1869 : Hannes Kolehmainen, athlète finlandais († 11 janvier 1966).
- 1881 : Jean Juster, avocat français († 12 octobre 1915).
- 1882 : Joaquín Turina, compositeur espagnol († 14 janvier 1949).
- 1889 : Hannes Kolehmainen, athlète finlandais, spécialiste des courses de fond († 11 janvier 1966).
- 1895 : Dolores Ibárruri, femme politique communiste espagnole († 12 novembre 1989).
- 1898 : Raymond Cordy (Victor Raymond Cordioux dit), acteur français († 23 avril 1956).
- 1899 : Jean de Brunhoff, auteur-illustrateur français († 16 octobre 1937).

### XXesiècle
- 1901 :
  - Aurora Calvo Hernández-Agero, laïque espagnole, vénérable († 22 novembre 1933).
  - Carol Dempster, actrice américaine († 1er février 1991).
  - Ödön von Horváth, dramaturge de langue allemande († 1er juin 1938).
  - Raphael Lahoud (رافائيل لحود), homme politique libanais († 15 mai 1977).
  - Robert-Jean Longuet, journaliste et militant socialiste († 19 mars 1987).
  - Jean Mermoz, aviateur français († 7 décembre 1936).
  - José Rodrigues Miguéis, écrivain portugais († 27 octobre 1980).
  - Lawrence Edward Watkin, scénariste et producteur de cinéma américain († 16 décembre 1981).
- 1902 :
  - Brace Beemer, acteur américain († 1er mars 1965).
  - Richard Austen « Rab » Butler, homme politique britannique († 8 mars 1982).
  - Oliver Emert, décorateur ensemblier américain († 13 août 1975).
  - Margaret Hamilton, actrice américaine († 16 mai 1985).
  - Raymond Las Vergnas, professeur universitaire de lettres, romancier, traducteur et critique littéraire français († 25 mars 1994).
  - Paolo Vigna, joueur de football italien († 20 novembre 1987).
  - John Willie, photographe, scénariste et dessinateur britannique († 5 août 1962).
- 1903 :
  - Angelo Dell'Acqua, prélat italien († 27 août 1972).
  - André Déléage, historien français († 24 décembre 1944).
  - Adolf Maislinger, déporté allemand († 26 avril 1985).
- 1905 :
  - ou 1901, Noël Devaulx (René Forgeot dit), homme de lettres français († 9 juin 1995).
  - Emanuel Sperner, mathématicien allemand († 31 janvier 1980).
  - Dalton Trumbo, romancier et scénariste américain († 10 septembre 1976).
- 1906 :
  - Marc Berthomieu, compositeur français († 11 mars 1991).
  - Grace Hopper, mathématicienne américaine († 1er janvier 1992).
  - Frederick Alfred « Freddy » Martin, saxophoniste ténor américain († 30 septembre 1983).
  - Hans Mock, joueur de football autrichien puis allemand († 22 mai 1982).
  - Douglas Nicholls, aborigène australien († 4 juin 1988).
  - Inés Puyó, peintre chilienne († 21 mars 1996).
- 1907 :
  - Charles Bartsch, violoncelliste et chef d'orchestre belge († 22 avril 1979).
  - Fernando María Castiella, diplomate espagnol, ministre des Affaires étrangères († 25 novembre 1976).
  - Max Deuring, mathématicien allemand († 20 décembre 1984).
  - Henri Manceau, professeur et historien français († 30 décembre 1985).
- 1908 :
  - Sigmund Haringer, footballeur international allemand († 23 février 1975).
  - Gaston Larrieu, peintre français († 5 décembre 1983).
  - Maurice Mandelbaum, philosophe américain († 1er janvier 1987).
- 1909 :
  - Jean-Louis Destouches, physicien et philosophe de la physique français († 28 octobre 1980).
  - Douglas Fairbanks Jr., acteur, producteur et scénariste américain († 7 mai 2000).
  - Trude Sojka, peintre et sculpteur tchèque et équatorienne († 18 mars 2007).
- 1910 :
  - Vere Bird, homme politique antiguais, Premier ministre d'Antigua-et-Barbuda († 28 juin 1999).
  - Henry Lee Giclas, astronome américain († 2 avril 2007).
  - Jean Poulmarc'h, militant communiste français († 22 octobre 1941).
- 1911 :
  - William Broderick Crawford, acteur américain († 26 avril 1986).
  - Lucie Mitchell, actrice québécoise († 12 février 1988).
  - Carlos Sentís, journaliste, homme d'affaires et homme politique espagnol († 19 juillet 2011).
- 1912 :
  - Bernard Le Douarec, avocat et homme politique français († 28 juin 1990).
  - Denis Glover, poète et éditeur néo-zélandais († 9 août 1980).
  - Thomas Phillip « Tip » O'Neill, Jr., homme politique américain († 5 janvier 1994).
- 1913 :
  - Friedrich Dickel, homme politique allemand, ministre de l'Intérieur de la RDA († 22 octobre 1993).
  - Gerard Sekoto, peintre et musicien sud-africain († 20 mars 1993).
  - Homai Vyarawalla (होमी व्यारावाला), photographe et première femme photojournaliste en Inde († 15 janvier 2012).
- 1914 :
  - Albert Carapezzi, coureur cycliste français († 19 mars 2000).
  - Hildegart Rodríguez Carballeira, enfant prodige espagnole († 9 juin 1933).
  - Jean Guillissen, ingénieur, militant communiste et résistant belge († 9 mai 1942).
  - Samuel Katz (שמואל "מוקי" כץ), écrivain et homme politique israélien († 9 mai 2008).
  - Jean Llante, homme politique français († 28 octobre 1985).
  - Maximo Guillermo « Max » Manus, héros de la résistance norvégienne († 20 septembre 1996).
  - Jean Snella, footballeur puis entraîneur français († 19 novembre 1979).
  - Ljubica Sokić (Љубица Цуца Сокић), peintre serbe († 9 janvier 2009).
- 1915 :
  - Eloise Jarvis McGraw, auteur américain († 30 novembre 2000).
  - Joyce Redman, actrice irlandaise († 10 mai 2012).
  - Elisabeth Schwarzkopf, artiste lyrique allemande († 3 août 2006).
- 1916 : Kirk Douglas, acteur et cinéaste américain devenu francophone, francophile puis centenaire († 5 février 2020).
- 1918 : Alphonse Adam, résistant et fonctionnaire français fondateur du Front de la Jeunesse d'Alsace (FJA) († 15 juillet 1943).
- 1920 : Camille Sandorfy, chimiste et enseignant universitaire québécois d'origine hongroise († 6 juin 2006).
- 1923 : Jean Orchampt, prélat français, évêque d'Angers de 1974 à 2000 († 21 août 2021).
- 1924 :
  - Louis Bilodeau, animateur québécois de Soirée canadienne à la télévision († 26 novembre 2006).
  - Manlio Sgalambro, philosophe et homme de lettres italien († 6 mars 2014).
- 1925 :
  - Armand « Bep » Guidolin, joueur et entraîneur canadien de hockey sur glace († 24 novembre 2008).
  - Seiken Shukumine (祝嶺正献), karatéka japonais († 26 novembre 2001).
- 1927 :
  - Thérèse Clerc, militante féministe française († 16 février 2016).
  - Pierre Henry, musicien compositeur français († 5 juillet 2017).
- 1928 : Richard Vincent « Dick » Van Patten, acteur américain († 23 juin 2015).
- 1929 : John Cassavetes, acteur et réalisateur américain († 3 février 1989).
- 1930 :
  - Lourdes Castro, peintre portugaise († 8 janvier 2022).
  - Solange Harvey, courriériste québécoise († 2 juillet 2008).
  - Buck Henry (Henry Zuckerman dit), scénariste, réalisateur et acteur américain († 8 janvier 2020).
  - Edoardo Sanguineti, écrivain italien († 18 mai 2010).
- 1933 :
  - Milt Campbell, décathlonien américain champion olympique († 2 novembre 2012).
  - Monique Miller (Marie Cécile Monique Tefner dite), actrice québécoise.
  - Orville Moody, golfeur américain († 8 août 2008).
- 1934 :
  - Judith Olivia « Judi » Dench, actrice britannique.
  - Amos Blackmore « Junior » Wells, chanteur et harmoniciste américain de blues († 15 janvier 1998).
- 1935 : Noel Price, hockeyeur professionnel canadien.
- 1937 : Roger Blay, acteur québécois († 24 juillet 2014).
- 1938 : David « Deacon » Jones, joueur américain de football américain († 3 juin 2013).
- 1941 : 
  - Lloyd Vernet « Beau » Bridges III, acteur américain.
  - Patrick Brion, historien français du cinéma et voix off depuis sa création du Cinéma de minuit sur France Télévisions.
- 1942 : Richard Marvin « Dick » Butkus, joueur américain de football américain.
- 1943 : Hubert « Pit » Martin, hockeyeur professionnel québécois († 30 novembre 2008).
- 1945 : Michael Nouri, acteur américain.
- 1946 :
  - Dennis Dunaway, musicien américain.
  - Jean-Louis Étienne, médecin et explorateur français.
  - Sonia Gandhi / सोनिया गांधी (Edvige Antonia Albina Maino dite), femme politique italo-indienne.
- 1947 : Steven Holl, architecte américain.
- 1949 : Thomas Oliver « Tom » Kite, Jr., golfeur américain.
- 1951 :
  - Louison Danis, actrice canadienne.
  - Dominique Dropsy, footballeur français († 7 octobre 2015).
- 1952 : Michael Dorn, acteur, réalisateur, scénariste et producteur américain.
- 1953 : John Malkovich, réalisateur et acteur américain.
- 1956 : 
  - Jean-Pierre Thiollet, auteur français.
- 1957 :
  - Emmanuel Carrère, écrivain, scénariste et réalisateur français.
  - Donald Clark « Donny » Osmond, musicien, chanteur, compositeur et producteur américain.
- 1962 : Felicity Huffman, actrice américaine.
- 1963 : Dave Hilton, Jr., boxeur canadien.
- 1964 : Paul Landers (Heiko Paul Hiersche dit), musicien allemand, guitariste du groupe Rammstein.
- 1965 : Ariane Massenet, journaliste française.
- 1967 : Joshua Bell, violoniste américain.
- 1968 :
  - Kurt Angle, champion olympique de lutte et catcheur américain.
  - Alexandre Tharaud, pianiste français.
- 1969 : Bixente Lizarazu, footballeur français titré devenu consultant à la télévision.
- 1971 : 
  - Petr Nedved, hockeyeur professionnel tchèque.
  - Nick Hysong, sauteur à la perche américain champion olympique.
- 1972 :
  - Reiko Aylesworth, actrice américaine.
  - Tré Cool (Frank Edwin Wright III dit), musicien américain, batteur du groupe Green Day.
  - Fabrice Santoro, joueur de tennis français.
  - Maikro Romero, boxeur cubain champion olympique.
- 1973 : Vénuste Niyongabo, athlète burundais champion olympique du 5000 m.
- 1974 : Alexandre Mars, entrepreneur, philanthrope et auteur français.
- 1976 : Booba (Élie Yaffa dit), rappeur français.
- 1978 :
  - Gastón Gaudio, joueur de tennis argentin.
  - Jesse Metcalfe, acteur américain.
- 1980 : Ryder Hesjedal, coureur cycliste canadien.
- 1981 : Mardy Fish, joueur de tennis américain.
- 1982 : Tamilla Abassova (Тамилла Рашидовна Абасова), cycliste russe.
- 1983 : Abdelâli Messaï, footballeur algérien.
- 1986 : Issam El Adoua (عصام العدوة), footballeur marocain.
- 1987 : 
  - Hikaru Nakamura, joueur d'échecs américain.
  - Mathew « Mat » Latos, joueur de baseball américain.
  - Jeffrey « Jeff » Petry, hockeyeur sur glace américain.
- 1988 : Kwadwo Asamoah, footballeur ghanéen.
- 1990 : LaFee (Christina Klein dite), chanteuse allemande.
- 1991 :
  - Joachim de Belgique, prince belge.
  - Adam Engel, joueur de baseball américain.
  - Langston Galloway, basketteur américain.
  - Choi Minho, musicien du groupe coréen SHINee.
- 1992 : Ibrahim El Bouni, kick-boxeur néerlando-marocain.
- 1994 : 
  - Camille Cerf, Miss France 2015.
  - Jonathan Destin, écrivain français († 20 août 2022).
- 1997 : Nawal Meniker, athlète française.

### XXIesiècle
- 2003 : Yuna (Shin Yu-na / 신유나 dite), chanteuse sud-coréenne Itzy.

## Décès

### VIIesiècle
- 638 : Serge Ier de Constantinople, 17e patriarche de Constantinople (° 565).

### VIIIesiècle
- 730 : Al-Jarrah al-Hakami, général arabe (° inconnue).

### XIVesiècle
- 1309 : Henri III de Głogów, aristocrate polonais (° entre 1251 et 1260).

### XVIIesiècle
- 1626 : Salomon de Brosse, architecte français, inhumé le 9 voire décédé le 8 (° 1565 ou 1571).
- 1640 : Pierre Fourier, prêtre catholique et patriote lorrain, saint de l'Église catholique (° 30 novembre 1565).
- 1641 : Antoine Van Dyck, peintre flamand, actif aussi en Angleterre (° 22 mars 1599).

### XVIIIesiècle
- 1706 : Pierre II, roi de Portugal de 1683 à 1706 (° 26 avril 1648).
- 1793 : Gabrielle de Polignac, duchesse française (° 8 septembre 1749).
- 1798 : Johann Reinhold Forster, naturaliste polonais (° 22 octobre 1729).

### XIXesiècle
- 1806 : François de Saxe-Cobourg-Saalfeld, père de Léopold Ier roi des Belges (° 15 juillet 1750).
- 1824 : Anne-Louis Girodet-Trioson, peintre français (° 5 janvier 1767).
- 1854 : Almeida Garrett (João Baptista da Silva Leitão dit), écrivain portugais (° 4 février 1799).
- 1858 :
  - Robert Baldwin, homme politique canadien, Premier ministre de l'Ouest du Canada-Uni (° 12 mai 1804).
  - « El Lavi » (Manuel Díaz Cantoral dit), matador espagnol (° 11 mars 1812).
- 1886 : Alexandre Vuillemin, géographe français (° 1812).
- 1891 : Andrew Ramsay, géologue britannique (° 31 janvier 1814).

### XXesiècle
- 1906 : Ferdinand Brunetière, écrivain et critique littéraire français (° 19 juillet 1849).
- 1919 : Władysław Kulczyński, zoologiste polonais (° 27 mars 1854).
- 1925 : Eugène Gigout, compositeur et organiste français (° 23 mars 1844).
- 1933 : Louis VI de La Trémoille, aristocrate français (° 8 février 1910).
- 1939 : Thomas Priday, militaire britannique (° 1912 ou 1913).
- 1943 : Georges Dufrénoy, peintre français (° 20 juin 1870).
- 1950 : Oscar Paul Osthoff, haltérophile américain (° 23 mars 1883).
- 1965 :
  - Amanda Alarie, chanteuse lyrique et actrice québécoise (° 2 janvier 1888).
  - Wesley Branch Rickey, gestionnaire de baseball américain (° 20 décembre 1881).
- 1968 : Harry Stenqvist, cycliste suédois (° 25 décembre 1893).
- 1970 : Artem Mikoïan, concepteur d'avions soviétique (° 5 août 1905).
- 1971 : Ralph Bunche, diplomate américain, prix Nobel de la paix en 1950 (° 7 août 1904).
- 1972 : Louella Parsons, journaliste et chroniqueuse mondaine américaine (° 6 août 1881).
- 1975 : 
  - Esdras Minville, écrivain, économiste et sociologue québécois (° 7 novembre 1896).
  - William Wellman, réalisateur américain (° 29 février 1896).
- 1977 : 
  - Jacques Auger, acteur québécois (° 16 janvier 1901).
  - Clarice Lispector, écrivaine brésilienne (° 10 décembre 1920).
- 1979 : Fulton Sheen, archevêque catholique américain, évêque auxiliaire de New York (° 8 mai 1895).
- 1982 : Leon Jaworski, procureur américain (° 19 septembre 1905).
- 1986 : Anatoli Marchenko (Анатoлий Тихонович Мaрченко), dissident soviétique (° 23 janvier 1938).
- 1990 :
  - Henry Hicks, homme politique et administrateur universitaire canadien (° 5 mars 1915).
  - Maurice Joyeux, anarchiste et écrivain français (° 29 janvier 1910).
  - Mike Mazurki (Mikhaïl Mazurwski dit), acteur américain d’origine austro-hongroise (° 25 décembre 1907).
- 1991 : Berenice Abbott, photographe américaine (° 17 juillet 1898).
- 1992 : Vincent Gardenia, acteur américain d’origine italienne (° 7 janvier 1920).
- 1996 : Alain Poher, homme politique français (° 17 avril 1909).
- 1998 : Archie Moore (Archibald Lee Wright dit), boxeur américain (° 13 décembre 1916).
- 1999 : Roland Carraz, homme politique français (° 18 mai 1943).

### XXIesiècle
- 2005 : 
  - György Sándor, pianiste hongrois (° 21 septembre 1912).
  - Robert Sheckley, écrivain américain (° 16 juillet 1928).
  - Boris Taslitzky, peintre français (° 20 novembre 1911).
- 2006 : Georgia Gibbs (Frieda Lipschitz dite), chanteuse américaine (° 17 août 1919).
- 2009 : Gene Barry (Eugene Klass dit), acteur américain (° 14 juin 1919).
- 2011 : Jacques Debary, acteur français (° 25 novembre 1914).
- 2012 : 
  - Daniel Gall, acteur et doubleur vocal français, syndicaliste pour cette dernière profession (° 2 octobre 1938).
  - Patrick Moore, astronome amateur et présentateur de télévision britannique (° 4 mars 1923).
- 2013 :
  - Eleanor Parker, actrice américaine (° 26 juin 1922).
  - Antoaneta Tănăsescu, philologue et critique littéraire roumaine (° 17 janvier 1941).
- 2014 : Jorge María Mejía, cardinal argentin (° 31 janvier 1923).
- 2015 : Akiyuki Nosaka, romancier japonais.
- 2017 : Marianne Épin, actrice française.
- 2019 : Marie Fredriksson, chanteuse suédoise du duo Roxette (° 30 mai 1958).
- 2020 :
  - Paolo Rossi, joueur international italien titré de football (° 23 septembre 1956).
  - Marc Meneau, chef cuisinier français.
- 2021 : 
  - Larry Sellers, acteur américain (° 2 octobre 1949).
  - Maryse Wolinski, romancière française.
  - Lina Wertmüller, réalisatrice italienne.
- 2023 :
  - Patrick Champagne, sociologue français (° 24 janvier 1945).
  - Dærick Gröss Sr., dessinateur de comics américain (° 27 janvier 1947).
  - Maxim Gustik, skieur acrobatique biélorusse (° 1er mai 1988).
- 2024 :
  - Nikki Giovanni, écrivaine, poète, directrice de publication et universitaire américaine (° 7 juin 1943).
  - Gerd Heidemann, journaliste allemand (° 4 décembre 1931).
  - Roger Madec, homme politique français (° 27 octobre 1950).
  - Gérard-Raymond Morin, homme politique canadien (° 27 janvier 1940).
  - Claude Riveline, économiste français (° 16 septembre 1936).
  - Robert Sténuit, plongeur, archéologue sous-marin, journaliste et écrivain belge (° 16 juillet 1933).
  - Dalton Trevisan, écrivain brésilien (° 14 juin 1925).
  - Arnold Yarrow, acteur, scénariste et romancier britannique (° 17 avril 1920).

## Célébrations

### Internationales et nationales
- Nations unies :
  - journée internationale de commémoration des victimes du crime de génocide et d’affirmation de leur dignité[8] ;
  - journée internationale de lutte contre la corruption[9].

- Antigua-et-Barbuda : national heroes day / « journée nationale des héros »[10].
- Finlande, Norvège, Suède : fête de Sainte Anne, date à laquelle est commencée la longue préparation du Lutefisk, qui sera consommé lors du réveillon de Noël.
- France : journée nationale de la laïcité depuis 1905 ci-avant, instaurée à l'initiative de l'Observatoire de la laïcité[11] (le lendemain de la fête catholique de l'Immaculée-Conception).
- Pérou : día del ejército / « journée de l'armée »[12].
- Tanzanie : independence day / « jour de l'indépendance » du Tanganyika -et de Zanzibar ?- vis-à-vis de l'empire britannique en 1961[13].

### Religieuse
- Christianisme orthodoxe : fête chrétienne orthodoxe de la "Conception de la Très Sainte Mère de Dieu par Joachim et Anne" [cf. Immaculée Conception catholique la veille 8 décembre, avec la différence entre calendrier julien et calendrier grégorien comme début d'explication partielle de ce décalage d'un jour (cf. Noël ou Épiphanie dans chacune de ces traditions au moins)].

### Saints des Églises chrétiennes

#### Catholiques et orthodoxes
Saints du jour, :
- Anne (XIe siècle av. J.-C.) / חַנָּה, « grâce » ou « faveur » en hébreu, Channah, Anna en latin ci-après, personnage biblique, mère du prophète et dernier juge d'Israël Samuel dans le 1er Livre de Samuel de la Bible hébraïque ou l'Ancien testament chrétien, protagoniste des premiers chapitres dudit Livre ayant pu inspirer des hagiographes plus tardifs de Sainte Marie de Nazareth mère de Jésus dit Christ.
- Balde (fin du VIIe siècle) — ou « Balda » —, troisième abbesse de l'abbaye de Jouarre, dans le diocèse de Meaux, en Brie.
- Cyprien de Genouillac († 526), abbé en Dordogne.
- Enguerrand ler Sage ou Angeiran († 1045), abbé à l'abbaye de Saint-Riquier.
- Ethelgive de Shaftesbury († 896), abbesse.
- Etienne Néolampos († 912), ascète.
- Gorgonie de Nazianze († 371), laïque, mère de famille et sœur de Grégoire de Nazianze.
- Léocadie († v. 303), vierge et martyre.
- Nectaire († ?), apôtre de l'Auvergne.
- Procule de Vérone (en) († 320), évêque de Vérone.
- Syr de Pavie (IVe siècle), évêque.
- Valérie (IIIe siècle), vierge et martyre.

#### Saints ou bienheureux des Églises catholiques
Saints ou béatifiés du jour :
- Bernard-Marie de Jésus († 1911), de son vrai nom "Bernard Marie Silvestrelli", bienheureux religieux italien.
- Clara Isabel Fornari († 1744), bienheureuse religieuse et mystique italienne.
- François Fasani († 1742), franciscain italien.
- Fulton Sheen († 1979), bienheureux évêque américain.
- Joseph Ferrer Esteve († 1936), bienheureux prêtre espagnol martyr de la guerre civile espagnole.
- Juan Diego Cuauhtlatoatzin († 1548), laïc mexicain.
- Libère Wagner († 1631), bienheureux prêtre allemand et martyr.
- Pierre Fourier, († 1640) prêtre et patriote lorrain, fondateur d'une congrégation féminine, avec Alix Le Clerc.

### Prénoms du jour
Bonne fête aux Léocadie et ses variantes féminines : Leocadia, Léocadia, Leokadia, Léokadia et Leokadja, Léokadja ; et masculine Léocade.
Et bonne fête aussi aux :
- Ann, Anne, Anna, Hanna(h) et toutes leurs autres variantes également fêtées les 26 juillet ou les 3 février etc. ;
- aux Gorgonie,
- Kerne ?
- Nectaire[16] sinon Nicaise du dicton suivant un à plusieurs jour(s) plus avant.

## Traditions et superstitions

### Dicton
- « De Sainte-Léocadie à Sainte-Nicaise, les gelées naissent. »[17]

### Astrologie
- Signe du Zodiaque : 17e jour du Sagittaire.

## Toponymie
- Les noms de plusieurs voies, places, sites ou édifices de pays ou régions francophones contiennent cette date sous diverses graphies : voir Neuf-Décembre .